# Евальд Пік
Евальд Пік (нім. Ewald Pick; 27 травня 1912, Квіршид — 18 листопада 1981) — німецький офіцер-підводник, оберлейтенант-цур-зее резерву крігсмаріне.

## Біографія
В грудні 1934 року вступив на флот. Після проходження підготовки 30 вересня 1935 року звільнений у відставку. 5 березня 1940 року призваний на службу і призначений резервним командиром взводу 1-ї роти 1-го навчального дивізіону підводних човнів в Плені. З 27 травня 1940 року служив в 1-й флотилії форпостенботів в Кілі, з серпня 1940 року — на блокадопроривачі 38, з 2 грудня 1940 року — при командувачі мінними тральщиками на Півночі в Куксгафені, з 1 березня 1941 року — на блокадопроривачі 15. З 27 серпня по 30 вересня 1941 року пройшов курс керівника ППО. З 1 жовтня 1941 року служив на блокадопроривачі 177. З 15 грудня 1942 року — командир корабля 1-ї флотилії артилерійських носіїв. В січні 1943 року служив на міноносці «Меве».
З 1 лютого по 2 серпня 1943 року пройшов курс підводника, 27-31 серпня — курс кермування, з 1 вересня по 4 жовтня — курс командира підводного човна, після чого був направлений на будівництво підводного човна U-481. З 10 листопада 1943 року — командир U-481, з 1 березня 1944 року — U-708. 15 квітня 1944 року переданий в розпорядження 5-ї, 4 травня — 31-ї флотилії, 28 червня — командування K-Verbände. Потім був направлений на будівництво U-906. 15 серпня 1944 року знову переданий в розпорядження 31-ї флотилії. 21 грудня 1944 року направлений на будівництво невстановленого підводного човна. 3 січня 1945 року переданий в розпорядження 4-ї флотилії. З 12 по 23 квітня 1945 року — командир U-1025. 8 травня 1945 року взятий в полон британськими військами. 3 серпня 1945 року звільнений.

## Звання
- Рекрут (грудень 1934)
- Оберматрос резерву (30 вересня 1935)
- Боцманмат резерву (10 вересня 1938)
- Боцман резерву (20 жовтня 1938)
- Лейтенант-цур-зее резерву (1 липня 1941)
- Оберлейтенант-цур-зее резерву (1 липня 1943)

## Нагороди
- Нагрудний знак мінних тральщиків (серпень 1941)
- Залізний хрест 2-го класу (21 квітня 1942)